# José Ureña
José Miguel Ureña Rodriguez (né le 12 septembre 1991 à Saint-Domingue, République dominicaine) est un lanceur droitier des Tigers de Détroit de la Ligue majeure de baseball.

## Carrière
José Ureña signe son premier contrat professionnel en 2008 avec les Marlins de Miami.
Lanceur partant dans les ligues mineures, où il évolue dans l'organisation des Marlins à partir de 2009, Ureña fait ses débuts dans le baseball majeur comme lanceur de relève pour Miami le 14 avril 2015 face aux Braves d'Atlanta.